# Cantó de Besançon-Sud
El cantó de Besançon-Sud és una antiga divisió administrativa francesa, situada al departament del Doubs i a la regió de Borgonya-Franc Comtat.
En aplicació del Decret núm. 2014-2402 de 25 de febrer de 2014, el cantó de Besanzón-Sud va ser suprimit el 22 de març de 2015 i les seves 12 comunes van passar a formar part; nou del nou cantó de Besanzón-5, dos del nou cantó de Besanzón-6 i la fracció de la comuna que li donava el seu nom es va unir amb les altres perquè, per mitjà d'una reestructuració cantonal, fossin creats els nous cantons de Besanzón -1, Besanzón-2, Besanzón-3 Besanzón-4, Besanzón-5 i Besanzón-6.

## Municipis
- Arguel
- Besançon (part)
- Beure
- Fontain
- Gennes
- La Chevillotte
- La Vèze
- Le Gratteris
- Mamirolle
- Montfaucon
- Morre
- Saône

## Història
| Data d'elecció                           | Identitat          | Partit | Qualitat |
| ---------------------------------------- | ------------------ | ------ | -------- |
| 1951-1982                                | Auguste Joubert    | CNI    |          |
| 1982-2001                                | Michel Bittard     | RPR    |          |
| 2001-                                    | Yves-Michel Dahoui | PS     |          |
| les dades anteriors no són pas conegudes |                    |        |          |
|                                          |                    |        |          |